# 史特拉波紋胸鮡
史特拉波紋胸鮡，為輻鰭魚綱鯰形目鮡科的其中一種，為熱帶淡水魚類，分布於亞洲越南中部Giang河流域，體長可達9.6分，棲息在底層水域，生活習性不明。